# Liga Mistrzów AFC (2023/2024)/Grupa E
W Grupie E Ligi Mistrzów AFC 2023/2024 brały udział następujące zespoły:
- Al-Duhail SC
- Al-Nassr
- Istiklol Duszanbe
- Persepolis FC

## Tabela
| Reprezentacja     | M | W | R | P | Br+ | Br- | +/- | Pkt. |
| ----------------- | - | - | - | - | --- | --- | --- | ---- |
| Al-Nassr          | 6 | 4 | 2 | 0 | 13  | 7   | +6  | 14   |
| Persepolis FC     | 6 | 2 | 2 | 2 | 5   | 5   | 0   | 8    |
| Al-Duhail SC      | 6 | 2 | 1 | 3 | 9   | 9   | 0   | 7    |
| Istiklol Duszanbe | 6 | 0 | 3 | 3 | 3   | 9   | -6  | 3    |

## Wyniki
| 19 września 2023 18:00 CET | Istiklol Duszanbe | 0:0(0:0)Raport | Al-Duhail SC | Stadion Pamir, Duszanbe Widzów: 17 500 Sędzia: Ahmed Al-Ali |
|                            |                   |                |              |                                                             |

| 19 września 2023 18:00 CET | Persepolis FC | 0:2(0:0)Raport | Al-Nassr · 62' Ghareeb · 72' Qasem | Stadion Azadi, Teheran Widzów: 0 Sędzia: Ilgiz Tantashev |
|                            |               |                |                                    |                                                          |

| 19 września 2023 20:00 CET | Al-Nassr · Ronaldo 66' · Talisca 72', 77' | 3:1(0:1)Raport | Istiklol Duszanbe · 44' Sebai | Al-Awwal Park, Rijad Widzów: 20 770 Sędzia: Hyung-jin Ko |
|                            |                                           |                |                               |                                                          |

| 19 września 2023 20:00 CET | Al-Duhail SC | 0:1(0:0)Raport | Persepolis FC · 63' Alishah | Abdullah bin Khalifa Stadium, Doha Widzów: 5 447 Sędzia: Hiroyuki Kimura |
|                            |              |                |                             |                                                                          |

| 24 października 2023 18:00 CET | Persepolis FC · Sadeghi 44', 71' | 2:0(1:0)Raport | Istiklol Duszanbe | Stadion Azadi, Teheran Widzów: 36 450 Sędzia: Mohanad Qasim |
|                                |                                  |                |                   |                                                             |

| 24 października 2023 20:00 CET | Al-Nassr · Talisca 25' · Mané 56' · Ronaldo 61', 81' | 4:3(1:0)Raport | Al-Duhail SC · 63' Mohammad · 67' Ali · 85' Olunga | Al-Awwal Park, Rijad Widzów: 20 752 Sędzia: Ahmed Al-Kaf |
|                                |                                                      |                |                                                    |                                                          |

| 7 listopada 2023 15:00 CET | Istiklol Duszanbe · Sebai 74' | 1:1(0:1)Raport | Persepolis FC · 29' Torabi | Stadion Pamir, Duszanbe Widzów: 12 500 Sędzia: Ahmed Al-Ali |
|                            |                               |                |                            |                                                             |

| 7 listopada 2023 19:00 CET | Al-Duhail SC · Coutinho 8', 80' (k) | 2:3(1:2)Raport | Al-Nassr · 27', 37', 65' Talisca | Khalifa International Stadium, Doha Widzów: 36 528 Sędzia: Ilgiz Tantashev |
|                            |                                     |                |                                  |                                                                            |

| 27 listopada 2023 17:00 CET | Al-Duhail SC · Olunga 47', 89' | 2:0(0:0)Raport | Istiklol Duszanbe | Abdullah bin Khalifa Stadium, Doha Widzów: 2 032 Sędzia: Nazmi Nasaruddin |
|                             |                                |                |                   |                                                                           |

| 27 listopada 2023 19:00 CET | Al-Nassr | 0:0(0:0)Raport | Persepolis FC | Al-Awwal Park, Rijad Widzów: 16 094 Sędzia: Ma Ning |
|                             |          |                |               |                                                     |

| 5 grudnia 2023 17:00 CET | Persepolis FC · Zahedi 7' | 1:2(1:1)Raport | Al-Duhail SC · 9' Muntari · 83' Olunga | Stadion Azadi, Teheran Widzów: 53 186 Sędzia: Jumpei Iida |
|                          |                           |                |                                        |                                                           |

| 5 grudnia 2023 17:00 CET | Istiklol Duszanbe · Dżaliłow 32' | 1:1(1:0)Raport | Al-Nassr · 50' Ghareeb | Stadion Pamir, Duszanbe Widzów: 17 715 Sędzia: Mohammed Abdulla Mohamed |
|                          |                                  |                |                        |                                                                         |

## Strzelcy

### 6 goli
- Anderson Talisca (Al-Nassr)

### 4 gole
- Michael Olunga (Al-Duhail SC)

### 3 gole
- Cristiano Ronaldo (Al-Nassr)

### 2 gole
- Abdulrahman Ghareeb (Al-Nassr)
- Philippe Coutinho (Al-Duhail SC)
- Saeid Sadeghi (Persepolis FC)
- Senin Sebai (Istiklol Duszanbe)

### 1 gol
- Mohammed Qasem (Al-Nassr)
- Omid Alishah (Persepolis FC)
- Mahdi Torabi (Persepolis FC)
- Shahab Zahedi (Persepolis FC)
- Almoez Ali (Al-Duhail SC)
- Ismaeel Mohammed (Al-Duhail SC)
- Mohammed Muntari (Al-Duhail SC)
- Sadio Mané (Al-Nassr)
- Aliszer Dżaliłow (Istiklol Duszanbe)